# Ricardo Otxoa
Ricardo Otxoa Palacios (Baracaldo, Biscaia, 30 de agosto de 1974-Cártama, Málaga, 15 de fevereiro de 2001) foi um ciclista espanhol atropelado mortalmente na estrada, o irmão gémeo do também ciclista Javier Otxoa (1974-2018), que foi igualmente atropelado no mesmo acidente mas sobreviveu com graves sequelas como uma paralisia cerebral.
Os inícios do ciclista profissional basco estão muito unidos ao seu irmão gémeo Javier na filial do Punta Galea, onde destacou como um grande corredor, ao igual que seu irmão. Foi campeão da Espanha amador e assinou seu primeiro contrato profissional com a ONZE.
Depois de 2 anos militando nesta equipa, teve que requalificar-se como amador por 1 ano. No ano 2000 assinava com a equipa Kelme onde voltaria a compartilhar equipa com o seu irmão.
A sua carreira e sua vida viram-se truncadas a 15 de fevereiro de 2001, quando sofreu um acidente mortal enquanto treinava com o seu irmão Javier, que resultou gravemente ferido.
No ano 2001, o Circuito Internacional de Getxo, prova Elite-UCI, passa a denominar-se também "Memorial Ricardo Otxoa" em sua honra. Desde então o seu irmão tem sido o director de honra da prova em algumas das suas recentes edições.

## Palmarés
Não conseguiu vitórias como profissional.

## Equipas
- ONZE (1995-1998)
- Kelme (2000-2001)